# Церковь Рождества Пресвятой Богородицы (Чериков)
Церковь Рождества Пресвятой Богородицы (бел. Свята-Раства-Багародзіцкая царква) — каменный православный храм в городе Черикове Чериковского района Могилевской области. Расположена в центре города.

## История
Открыта в 1992 году в каменном здании XIX века.

## Архитектура

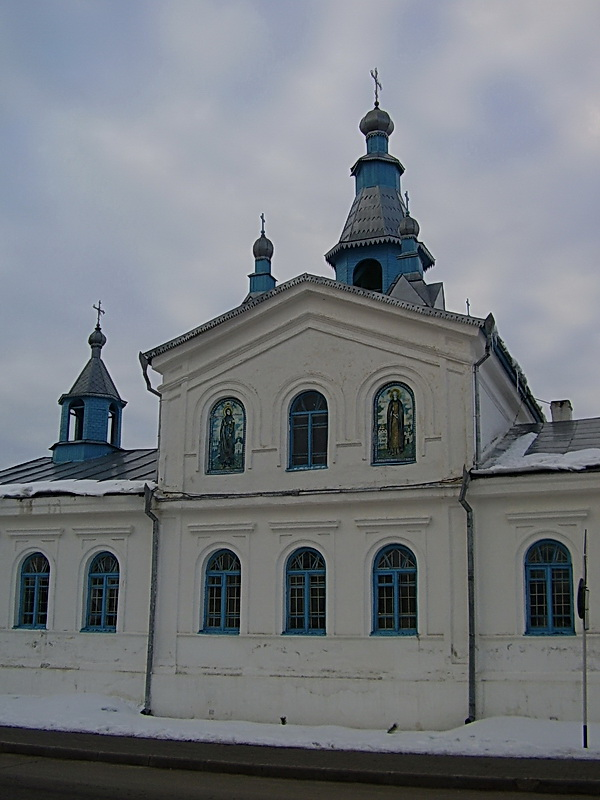

Прямоугольный в плане объём под двухскатной крышей, в центре которой возвышается мансардный этаж, над которым устроен деревянный 8-гранный шатровый барабан, отделанный луковичным оголовком, и меньшими угловыми маковками на 4-гранных боковых барабанах. Аналогично выполнен фасад парадного входа и алтарная часть. Длинный фасад ритмично разделен арочными оконными проемами в пластическом карнизе с сандриками.